# Комарівка (Золочівський район)
Комарі́вка — село в Україні, у Бродівській міській громаді Золочівського району Львівської області. Відстань до центру громади становить 28 км, що проходить автошляхом місцевого значення. Відстань до найближчої залізничної станції Броди становить 28 км.
Колишній орган місцевого самоврядування — Комарівська сільська рада, якій підпорядковувалися села Комарівка, Антося, Корсів, Кіз'я, Митниця. Населення становить 316 осіб.

## Історія та сьогодення
Село засноване переселенцями з Чехії близько 1840 року.
За радянських часів в селі діяв колгосп ім. В. Леніна, господарським напрямом якого були вирощування зернових та технічних культур. Також діяли восьмирічна школа, бібліотека.
Указом Президента України від 7 травня 2011 року № 558/2011 місцевим мешканкам Довбеті Б. Й., Жінчин О. Г., Ковальчук Л. Д. та Мельник Г. Г. присвоєно почесне звання «Мати-героїня».
Починаючи з 1990-х років на території села швидкими темпами почав розвиватися бізнес. Нині в селі зареєстровано та працює три підприємства — сільськогосподарський виробничий кооператив «Світанок» (змішане сільське господарство), ПП «Жарптиця» (розведення свиней) та ТзОВ «Галицькі лани» (вирощування зернових (крім рису), бобових та насіння олійних культур). Також в селі діють Комарівська сільська рада, ФАП, Комарівська загальноосвітня школа І-ІІ ступенів (директор Сич Надія Олександрівна), Комарівський дошкільний навчальний заклад (директор Ковальчук Анна Едуардівна), Народний дім «Просвіта» (керівник Гнівошевський Василь Григорович).
12 червня 2020 року, відповідно до розпорядження Кабінету Міністрів України № 718-р «Про визначення адміністративних центрів та затвердження територій територіальних громад Львівської області», село увійшло до складу Бродівської міської громади.
19 липня 2020 року, в результаті адміністративно-територіальної реформи та ліквідації Бродівського району, село увійшло до складу новоствореного Золочівського району.

## Релігія
В селі знаходиться Храм святого пророка Іллі, збудований у 1994 році і знаходиться у користуванні однойменної парафії (зареєстрована 17 жовтня 1997 року) та належить Бродівському деканату Сокальсько-Жовківської єпархії Української греко-католицької церкви. До Комарівської парафії належить хутір Антося та село Митниця. На час реєстрації парохом був о. Руслан Жигіль.
Протягом 3-6 квітня 2014 року в парафії святого пророка Іллі відбулися дні духовної віднови. На запрошення пароха о. Руслана Жигіля на парафію завітали редемптористи: о. Роман Жиравецький і сестри Тереза Водяна та Оксана Пелех.
В селі також діє релігійна громада церкви ХВЄ.

## Пам'ятники, меморіали
- Пам’ятний знак чехам — засновникам села (автор — скульптор Андрій Дацко) був відкритий 11 грудня 2005 року з ініціативи місцевої громади і національно-культурного товариства «Ческа беседа» у Львові та за сприяння Фонду Йозефа Главки у Празі. Участь у відкритті взяли консул Чеської Республіки Мілослав Малек, голова Бродівської РДА Олег Панькевич, голова товариства «Ческа беседа» Є. Топінько, інші члени товариства та мешканці села.[1]

## Відомі люди
- Олександр Лавренчук — молодший сержант, заступник командира БМП, навідник-оператор 2-го батальйону 24-ї ОМБР. Учасник російсько-української війни. Трагічно загинув 27 серпня 2016 року.[18]
- Лазарєв Едуард Дмитрович (1970—2019) — молодший сержант Збройних сил України, учасник російсько-української війни.